# Enfield (Connecticut)
Enfield – miejscowość w północno-wschodnich Stanach Zjednoczonych, w stanie Connecticut, w hrabstwie Hartford.

## Religia
- Parafia św. Wojciecha

## Miasta partnerskie
- Zhongli, Tajwan
- Ronneby, Szwecja